# Municipio de Boston (condado de Franklin)
El municipio de Boston (en inglés: Boston Township) es un municipio ubicado en el condado de Franklin en el estado estadounidense de Arkansas. En el año 2010 tenía una población de 376 habitantes y una densidad poblacional de 4,62 personas por km².

## Geografía
El municipio de Boston se encuentra ubicado en las coordenadas 35°40′49″N 93°51′36″O / 35.68028, -93.86000. Según la Oficina del Censo de los Estados Unidos, el municipio tiene una superficie total de 81.46 km², de la cual 81,44 km² corresponden a tierra firme y (0,03 %) 0,02 km² es agua.

## Demografía
Según el censo de 2010, había 376 personas residiendo en el municipio de Boston. La densidad de población era de 4,62 hab./km². De los 376 habitantes, el municipio de Boston estaba compuesto por el 80,05 % blancos, el 13,03 % eran afroamericanos, el 1,06 % eran amerindios, el 1,86 % eran asiáticos, el 2,66 % eran isleños del Pacífico y el 1,33 % eran de una mezcla de razas. Del total de la población el 2,39 % eran hispanos o latinos de cualquier raza.